# Prúdnoie
Prúdnoie (en rus: Прудное) és un poble de l'óblast de Sakhalín, a l'Extrem Orient de Rússia, que el 2013 tenia 16 habitants. Pertany al districte d'Uglegorsk.